# Duan Yingying
Duan Yingying (chinês: 段莹莹, pinyin: Duàn Yíngyíng; nascida em 3 de julho de 1989, em Tianjin) é uma tenista profissional chinesa, que joga no Circuito Feminino ITF.

## WTA 125k finais

### Simples: 1 (1 vice)
| Resultado | N. | Data            | Torneio                                           | Piso | Oponente           | Placar   |
| --------- | -- | --------------- | ------------------------------------------------- | ---- | ------------------ | -------- |
| Vice      | 1. | 6 Setembro 2014 | Huangcangyu WTA Suzhou Ladies Open, Suzhou, China | Duro | Anna-Lena Friedsam | 1–6, 3–6 |